# Meistriliiga 2023
La Meistriliiga 2023 (por razones de patrocinio A. Le Coq Premium Liiga) fue la edición número 33 de la Meistriliiga, la primera división del fútbol de Estonia. La temporada comenzó el 3 de marzo y terminó el 11 de noviembre.
Flora fue el campeón defensor tras ganar la temporada pasada el 14.° título de liga de su historia, el equipo capitalino revalidó su campeonato esta temporada, consiguiendo su 15.° título de la máxima categoría del fútbol estonio.

## Sistema de competición
Los diez equipos participantes jugaron entre sí todos contra todos cuatro veces totalizando 36 partidos cada uno, al término de la jornada 36 el primer clasificado obtuvo un cupo para la primera ronda de la Liga de Campeones 2024-25, mientras que el segundo y tercer clasificado obtuvieron un cupo para la primera ronda de la Liga Europa Conferencia 2024-25.
Un tercer cupo para la segunda ronda de la Liga Europa Conferencia 2024-25 fue asignado al campeón de la Copa de Estonia.

## Ascensos y descensos
| Pos. | Descensos de la Meistriliiga 2022 |
| ---- | --------------------------------- |
| 9.º  | Legion                            |

| Pos. | Ascendidos de la Esiliiga 2022 |
| ---- | ------------------------------ |
| 1.º  | Harju Laagri                   |

## Información de los equipos
| Equipo              | Ciudad     | Estadio                  | Capacidad |
| ------------------- | ---------- | ------------------------ | --------- |
| Flora               | Tallin     | A. Le Coq Arena          | 14 336    |
| Harju Laagri        | Laagri     | Laagri Stadium           | 1000      |
| Kuressaare          | Kuressaare | Kuressaare Linnastaadion | 2000      |
| Levadia Tallinn     | Tallin     | A. Le Coq Arena          | 14 336    |
| Narva Trans         | Narva      | Narva Kreenholmi Stadium | 2200      |
| Nõmme Kalju         | Tallin     | Estadio Hilu             | 300       |
| Paide Linnameeskond | Paide      | Paide Linnastaadion      | 368       |
| Tallinna Kalev      | Tallin     | Kalevi Keskstaadion      | 11 500    |
| Tammeka             | Tartu      | Estadio de Tamme         | 2500      |
| Vaprus Pärnu        | Pärnu      | Pärnu Rannastaadion      | 1501      |

## Tabla de posiciones
| Pos. | Equipo              | Pts. | PJ | G  | E  | P  | GF | GC | Dif. | Clasificación o descenso                    |
| ---- | ------------------- | ---- | -- | -- | -- | -- | -- | -- | ---- | ------------------------------------------- |
| 1    | Flora (C)           | 79   | 36 | 23 | 10 | 3  | 74 | 24 | +50  | Primera ronda de la Liga de Campeones       |
| 2    | Levadia Tallinn     | 77   | 36 | 22 | 11 | 3  | 67 | 24 | +43  | Primera ronda de la Liga Europa Conferencia |
| 3    | Tallinna Kalev      | 53   | 36 | 14 | 11 | 11 | 49 | 41 | +8   | Primera ronda de la Liga Europa Conferencia |
| 4    | Paide Linnameeskond | 53   | 36 | 13 | 14 | 9  | 50 | 34 | +16  | Primera ronda de la Liga Europa Conferencia |
| 5    | Nõmme Kalju         | 49   | 36 | 12 | 13 | 11 | 50 | 42 | +8   |                                             |
| 6    | Vaprus Pärnu        | 48   | 36 | 12 | 12 | 12 | 40 | 43 | −3   |                                             |
| 7    | Kuressaare          | 43   | 36 | 12 | 7  | 17 | 36 | 60 | −24  |                                             |
| 8    | Narva Trans         | 38   | 36 | 12 | 2  | 22 | 32 | 64 | −32  |                                             |
| 9    | Tammeka             | 27   | 36 | 5  | 12 | 19 | 33 | 65 | −32  | Promoción por la permanencia                |
| 10   | Harju Laagri (D)    | 23   | 36 | 5  | 8  | 23 | 27 | 61 | −34  | Descenso a Esiliiga 2024                    |

 Fuente: Premium Liiga, Soccerway
Criterios de clasificación: 1) Puntos; 2) Menos partidos abandonados/cancelados; 3) diferencia de goles entre sí; 4) Goles marcados en los duelos entre sí; 5) Partidos ganados 6) Diferencia de goles; 7) Goles marcados; 8) Goles marcados de visitante; 9) Fair Play; 10) Sorteo.

## Resultados
| Local \ Visitante | FLO | HAR | KAL | KUR | LEV | NAR | NÕM | PLM | TAM | VAP |
| ----------------- | --- | --- | --- | --- | --- | --- | --- | --- | --- | --- |
| Flora             |     | 4–0 | 3–0 | 4–0 | 0–2 | 5–0 | 3–1 | 0–0 | 1–1 | 4–0 |
| Harju             | 0–1 |     | 0–2 | 1–1 | 2–1 | 1–2 | 1–2 | 0–1 | 2–3 | 1–2 |
| Tallinna          | 0–2 | 1–1 |     | 0–3 | 0–2 | 0–1 | 0–0 | 1–1 | 1–1 | 1–1 |
| Kuressaare        | 1–4 | 1–1 | 1–2 |     | 0–2 | 3–0 | 2–0 | 1–4 | 3–1 | 1–2 |
| Levadia           | 0–0 | 6–1 | 2–1 | 4–1 |     | 3–0 | 2–1 | 2–0 | 3–0 | 0–0 |
| Narva             | 0–1 | 2–0 | 2–1 | 0–1 | 0–2 |     | 0–2 | 0–0 | 2–0 | 0–2 |
| Nõmme             | 2–2 | 1–1 | 1–2 | 2–0 | 0–1 | 2–0 |     | 1–1 | 1–2 | 1–0 |
| Paide             | 1–3 | 1–0 | 0–1 | 0–1 | 1–1 | 2–1 | 0–0 |     | 0–0 | 0–1 |
| Tammeka           | 0–3 | 2–0 | 1–2 | 0–0 | 2–2 | 1–1 | 0–2 | 0–0 |     | 2–3 |
| Vaprus            | 1–5 | 0–1 | 0–2 | 1–2 | 0–0 | 1–0 | 1–1 | 2–2 | 1–0 |     |

| Local \ Visitante | FLO | HAR | KAL | KUR | LEV | NAR | NÕM | PLM | TAM | VAP |
| ----------------- | --- | --- | --- | --- | --- | --- | --- | --- | --- | --- |
| Flora             |     | 2–0 | 1–0 | 3–0 | 2–2 | 1–4 | 0–0 | 2–1 | 3–0 | 1–1 |
| Harju             | 2–3 |     | 0–2 | 1–1 | 0–1 | 0–2 | 1–0 | 0–1 | 3–0 | 0–4 |
| Tallinna          | 1–1 | 2–1 |     | 1–3 | 1–2 | 5–0 | 1–1 | 2–1 | 1–1 | 1–0 |
| Kuressaare        | 0–3 | 1–1 | 1–1 |     | 2–1 | 1–0 | 0–2 | 0–4 | 1–1 | 1–0 |
| Levadia           | 2–1 | 1–1 | 1–1 | 4–0 |     | 3–0 | 3–0 | 1–0 | 2–1 | 0–0 |
| Narva             | 1–3 | 1–3 | 2–1 | 2–0 | 0–1 |     | 2–1 | 1–3 | 2–0 | 0–4 |
| Nõmme             | 0–0 | 1–0 | 1–2 | 4–1 | 4–3 | 4–0 |     | 3–3 | 4–1 | 1–1 |
| Paide             | 0–0 | 4–0 | 1–1 | 1–0 | 2–2 | 1–2 | 2–0 |     | 6–3 | 3–0 |
| Tammeka           | 1–2 | 2–1 | 2–7 | 0–1 | 0–0 | 3–0 | 1–1 | 1–2 |     | 0–0 |
| Vaprus            | 0–1 | 0–0 | 0–2 | 3–1 | 0–1 | 3–2 | 3–3 | 1–1 | 2–0 |     |

## Promoción por la permanencia
Lo disputaron el penúltimo clasificado ante el segundo clasificado de la Esiliiga 2023.
| Equipo 1 | Agr. | Equipo 2 | Ida | Vuelta |
| -------- | ---- | -------- | --- | ------ |
| Viimsi   | 1–6  | Tammeka  | 0–5 | 1–1    |

| Ida; 29 de noviembre de 2023 | Viimsi | 0 – 5 | Tammeka                                                   | Sportland Arena, Tallin |  |
| 16:00 (UTC+2)                |        |       | Adebayo 11', 37' · Uggeri 46' · Tammik 64' · Laaneots 89' |                         |  |

| Vuelta; 3 de diciembre de 2023 | Tammeka     | 1 – 1 (Global 6 – 1) | Viimsi       | Estadio de Tamme, Tartu |  |
| 10:30 (UTC+2)                  | Adebayo 71' |                      | Lehtmets 20' |                         |  |

- Tammeka ganó 6–1 en el marcador global y permaneció en la Meistriliiga, Viimsi en la Esiliiga.

## Máximos goleadores
Actualizado el 11 de noviembre de 2023.
| Pos. | Jugador              | Club               | Goles |
| ---- | -------------------- | ------------------ | ----- |
| 1    | Tristan Koskor       | Narva              | 16    |
| 2    | Konstantin Vassiljev | Flora              | 14    |
| 3    | Guy Bessala          | Levadia            | 13    |
| 4    | Sergei Zenjov        | Flora              | 12    |
| 5    | Ernest Agyiri        | Levadia            | 11    |
| 6    | Kevin Mätas          | Tammeka            | 10    |
| 6    | Tristan Teeväli      | Tallinna           | 10    |
| 8    | Sten Reinkort        | Flora / Kuressaare | 9     |
| 9    | Bourama Fomba        | Levadia            | 8     |
| 9    | Kevin Kauber         | Vaprus             | 8     |
| 9    | Mattias Männilaan    | Kuressaare         | 8     |
| 9    | Foday Trawally       | Tallinna           | 8     |